# Luis Juracy
Luis Juracy, auch bekannt unter dem Spitznamen El Loco, ist ein ehemaliger brasilianischer Fußballspieler auf der Position eines Stürmers.

## Laufbahn
Juracy begann seine Laufbahn in den 1950er Jahren beim FC São Paulo. 
1960 wurde er vom mexikanischen Erstligisten Club Deportivo Oro aus Mexikos zweitgrößter Stadt Guadalajara verpflichtet, für den er 19 Tore erzielte.
Anschließend verlegte er seinen Lebensmittelpunkt nach Mexiko-Stadt, wo er zunächst für den Club Necaxa spielte. Danach wechselte er zum Stadtrivalen Club América, mit dem er in der Saison 1963/64 den mexikanischen Pokalwettbewerb gewann. Vor der darauffolgenden Spielzeit 1964/65 wechselte er zu den UNAM Pumas.
Nach seinem Gastspiel bei den UNAM Pumas verließ er Mexiko-Stadt wieder und spielte für die Orinegros de Ciudad Madero, für die er insgesamt 21 Tore erzielte und somit deren treffsicherster Spieler in der höchsten mexikanischen Spielklasse war, in der die Orinegros nur in diesen beiden Spielzeiten 1965/66 und 1966/67 sowie später noch einmal 1973/74 und 1974/75 vertreten waren.
In seiner letzten Saison 1967/68 in Mexiko stand Juracy beim CF Pachuca unter Vertrag.

## Erfolge
- Mexikanischer Pokalsieger: 1963/64